# High Fidelity
『High Fidelity』（ハイ・フィデリティ）は、日本のロックバンド、DOPING PANDAのメジャー1枚目のミニアルバム。2005年4月13日、gr8!recordsより発売。

## 解説
- メジャーデビュー作。
- ミニアルバム『High』シリーズ3部作の第1弾。このシリーズは2007年発売の『High Brid』まで続く。

## 収録曲
1. YA YA (2:57)
2. Judgment day (2:39)
3. Hi-Fi (4:36)
本作のリード・ナンバー。PVも制作されている。
4. Take me your paradise (4:18)
5. Just in time (2:38)